# Ferdynand I Koburg
Ferdynand, niem. Ferdinand Maximilian Karl Leopold Maria von Sachsen-Coburg und Gotha-Koháry, bułg. Фердинанд I Сакскобургготски, pol. Ferdynand Maksymilian Karol Leopold Maria Koburg-Koháry (ur. 26 lutego 1861 w Wiedniu, zm. 10 września 1948 w Coburgu) – książę w 1887–1908, następnie car Bułgarów w 1908–1918; wywodził się z katolickiej linii dynastii koburskiej, zakładając własną gałąź Sakskoburggockich.

## Życiorys
Urodził się jako najmłodszy syn Augusta Koburga, ks. Koháry (1818–1881) oraz Klementyny Orleańskiej (1817–1907). Miał starsze rodzeństwo, siostry Klotyldę Marię (1846–1927) i Marię Amelię (1848–1894) oraz braci Ferdynanda Filipa (1844–1921) i Ludwika Augusta (1845–1907). Został ochrzczony w obrządku rzymskokatolickim 27 lutego 1861 w katedrze św. Szczepana w Wiedniu, mając za rodziców chrzestnych Maksymiliana Habsburga (1832–1867) i Marię Charlottę Koburg (1840–1927) przyszłą parę cesarską Meksyku. Wychowywał się w kulturze kosmopolitycznej, charakterystycznej dla arystokracji niemieckiej tamtego okresu, zwłaszcza w Austro-Węgrzech. Odebrał staranne wykształcenie, zapewnione początkowo przez domowych guwernantów. Następnie uczęszczał do Gimnazjum Teresianum i Szkoły Kadetów w Wiedniu (do 1879). Obok wiedzy ogólnej, dobrze opanował języki łaciński, grecki, francuski i angielski, był też w stanie porozumieć się po węgiersku i polsku. Dzięki talentowi do nauki zyskał wśród krewnych przezwisko Sprytny Ferdie. W dzieciństwie i młodości odbywał częste podróże zagraniczne po Europie, m.in. do Szwajcarii (1864), Anglii (1865), Włoch (1866), Imperium Osmańskiego (1870), Danii i Szwecji (1871), Francji (1871–1872) oraz Belgii (1875). Od maja do sierpnia 1878 wraz z bratem Ludwikiem prowadził ekspedycję botaniczną po dżungli amazońskiej, po której opublikował dzienniki z podróży.
W 1879 wstąpił do armii austro-węgierskiej i został skierowany na studia w Terezjańskiej Akademii Wojskowej. 1 listopada 1886 ukończył uczelnię z awansem na stopień kapitana i objął dowództwo nad 11 Pułkiem Huzarów. W latach 80. XIX w. miał romans z Katheriną Schratt.

## Książę Bułgarii
Treść tej sekcji może nie być zgodna z zasadami neutralnego punktu widzenia.
Dokładniejsze informacje o tym, co należy poprawić, być może znajdują się w dyskusji tej sekcji.
 Po wyeliminowaniu niedoskonałości należy usunąć szablon {{Dopracować}} z tej sekcji.
7 lipca 1887, po wymuszonej przez Rosję abdykacji Aleksandra I, bułgarski parlament ogłosił 26-letniego wówczas Ferdynanda nowym księciem panującym. Książę mógł poszczycić się rozległą wiedzą, obejmującą wiele dziedzin, takich jak zoologia, botanika czy muzyka. Był nie tylko zapalonym melomanem, ale i świetnym muzykiem. Potrafił pięknie malować i rysować. Zgromadził też imponujące zbiory filatelistyczne.
Wspierany przez świetną mentorkę, którą była jego matka, ten inteligentny, wykształcony esteta postanowił w pełni poświęcić się swej nowej funkcji, ucząc się bułgarskiego. Zyskał tym szybko serca Bułgarów. Młodego władcę łączyły więzy pokrewieństwa z największymi rodami arystokratycznymi Anglii, Belgii, Hiszpanii, Portugalii i Francji.
Ferdynand pozostawił władzę w rękach przewodniczącego parlamentu, Stefana Stambołowa, który był politykiem kompetentnym, lecz nieprzejednanym. Ponieważ jednak jego surowość łagodziła dobroć i życzliwość księżnej Klementyny, popularność monarchii w Bułgarii stale rosła.
Jako władcę charakteryzowała go pracowitość – wstawał o świcie i kładł się spać bardzo późno, nie zwracając uwagi na zmęczenie współpracowników. Obdarzony licznymi zaletami, miał jednak bardzo złożoną osobowość. Tworzył wokół siebie dziwny świat, w którym najistotniejszą rolę odgrywała wiara w przesądy i astrologia. W czasie każdej burzy przerywał swe zajęcia i ubrany w jedwabie – mające chronić przed piorunami – oddawał się kontemplacji nieba. Miał niemal mistyczne uwielbienie dla klejnotów, którymi lubił wypełniać sobie kieszenie. Nie ufał ludziom, którymi zresztą gardził. Swemu najbliższemu otoczeniu narzucał niezwykle ścisłą etykietę i żelazną dyscyplinę.
W kwietniu 1893 Ferdynand poślubił Marię Luizę Burbon-Parmeńską. Z tego związku urodziło się czworo dzieci:
- Borys III (1894–1943)
- Cyryl (1895–1945)
- Eudoksja (1898–1985)
- Nadeżda (1899–1958) – wyszła za księcia Albrechta Wirtemberskiego.

Do rozwiązania pozostała delikatna kwestia wyboru religii dla dzieci. Chrzest w obrządku prawosławnym byłby pożądany z politycznego punktu widzenia, gdyż silniej związałby nową dynastię z bułgarskim narodem, ale Ferdynand, katolik z urodzenia, ciągle się wahał, a jego żona, żarliwa katoliczka, stanowczo się sprzeciwiała. Racja stanu w końcu zwyciężyła i w lutym 1895 książę-następca tronu stał się członkiem Bułgarskiego Kościoła Prawosławnego, mając za ojca chrzestnego rosyjskiego cara Mikołaja II, co pociągnęło za sobą ekskomunikę Ferdynanda przez papieża Leona XIII.
Żona Ferdynanda zmarła przy porodzie córki Nadeżdy 30 stycznia 1899.
Ferdynand, przebiegły i makiaweliczny polityk, bywał nazywany „lisem Bałkanów”. Jako pierwszy przekonał się o tym Stambołow, którego autorytaryzm i ultraradykalny nacjonalizm zagrażały bezpieczeństwu kraju. Wspierany przez Rosję, książę usunął Stambołowa (który rok później zginął wskutek zamachu dokonanego na zlecenie agentów dworu) i na jego miejsce powołał znanego z prorosyjskich sympatii Dragana Cankowa, który w zamian uznawał Ferdynanda za władcę Bułgarii.
Niezbyt interesując się polityką wewnętrzną, książę preferował bardziej odpowiadającą jego temperamentowi dyplomację, starając się wygrywać wzajemne animozje między Austro-Węgrami, Rosją i Turcją, w której skład wchodziła wtedy nadal Bułgaria.
W 1908 ożenił się powtórnie z ewangeliczką Eleonorą Reuss-Köstritz, 48-letnią Niemką. Warunkiem wyboru Eleonory była zgoda na niewypełnianie obowiązków małżeńskich – biseksualne skłonności Ferdynanda były powszechnie znane. Małżeństwo to było na pozór udane, choć Eleonora bardzo cierpiała z powodu braku potomstwa. Poświęciła się bez reszty pracy charytatywnej, co zjednało jej sympatię Bułgarów. Została pochowana w Sofii.

## Car Bułgarii
W tym samym roku 1908 Ferdynand został królem niezawisłego królestwa Bułgarii, uwalniając się od tureckiej kurateli dzięki wpłaceniu kontrybucji. 5 października ogłosił się carem Bułgarów. Był to tytuł, jakim w średniowieczu obdarzano jego poprzedników, ale otoczenie ograniczało się do nazywania go królem. Odbył triumfalny wjazd do Sofii, a następnie udał się uroczyście do Tyrnowa, gdzie znajdują się ruiny pałacu władców średniowiecznej Bułgarii.
Ferdynand bardzo szybko zdał sobie sprawę z tego, że musi na nowo zyskać sympatię dawnego sojusznika – Rosji, która mogłaby mu zgotować podobny los, jakiego doświadczył panujący przed nim Aleksander Battenberg. Na szczęście dla Ferdynanda w 1909 umarł stryj Mikołaja II, wielki książę Włodzimierz Romanow. Car Bułgarów tak dobrze odegrał nieukojony ból, że obdarzony miękkim sercem car Rosji zapomniał o przeszłej zdradzie.

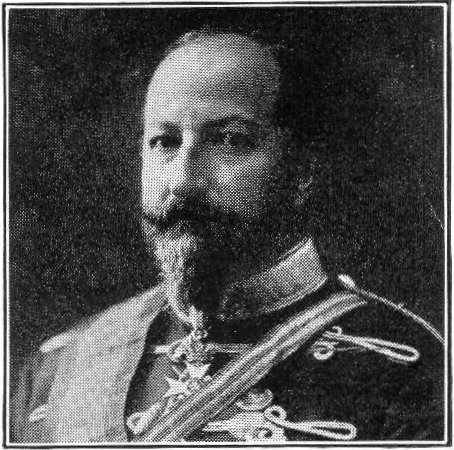
Car Bułgarii

Po tej kolejnej politycznej wolcie Ferdynanda Rosja odzyskała dominującą rolę na Bałkanach. Rosyjski minister spraw zagranicznych Siergiej Sazonow liczył na stworzenie koalicji bałkańskiej początkowo przeciwko Turcji, a następnie – gdy nadejdzie sprzyjający moment – przeciw Austrii.
W 1912 wojska bułgarskie, serbskie, greckie i czarnogórskie zaatakowały Turcję. Pierwsza wojna bałkańska przyniosła wielki sukces armii bułgarskiej, która podeszła pod Stambuł i zmusiła Turków do zawarcia pokoju w 1913. Przysporzyło to w Europie wielkiej popularności Ferdynandowi, ale po zwycięstwie zaczął się czas niezgody między sojusznikami: każdy chciał uzyskać jak największą część terytorium zdobytego po klęsce Imperium Osmańskiego. Ferdynand postanowił działać jako pierwszy, nie zważając na rosyjskie ostrzeżenia. Pod koniec czerwca 1913 jego armia zaatakowała Grecję i Serbię. Bułgarska operacja nie dała spodziewanych rezultatów: Grecy i Serbowie kontratakowali z wielką siłą, wspierani przez Turków i Rumunów. Już w lipcu Bułgaria musiała skapitulować, a w konsekwencji zrzec się części północnych terytoriów na rzecz Rumunii.
Ferdynand zachował koronę, gdyż udało mu się zrzucić odpowiedzialność za klęskę na bułgarski sztab generalny i zdradę Rumunii. W rok później dołączył do państw Trójprzymierza, dążąc przede wszystkim do odwetu na tych, którzy pokonali go w 1913 roku, ale też mając zamysł restauracji cesarstwa bizantyńskiego.

## I wojna światowa
Ta kolejna radykalna zmiana frontu wywołała skandal w zachodniej Europie, gdyż dwa lata wcześniej ententa zaopatrzyła Bułgarię w broń. Otrzymawszy przydomek „oszust”, Ferdynand zyskał na Bałkanach wielu wrogów, udało mu się jednak pokonać dwóch zwycięzców z 1913 roku, Serbię i Rumunię, choć zwycięstwo to zawdzięczał przede wszystkim skuteczności armii austriacko-niemieckiej. Jednakże gdy w 1918 roku wojska francuskie i serbskie odniosły miażdżące zwycięstwo nad armią bułgarską, Ferdynand musiał wycofać się i abdykować na rzecz syna Borysa. Miało to miejsce 3 października 1918 roku.
Mający dopiero 57 lat król udał się na długoletnie wygnanie. Początkowo spędził je w pałacu w Świętym Antonim koło Bańskiej Szczawnicy (dzisiejsza Słowacja), gdzie można oglądać pamiątki po nim. Następnie osiadł w małym bawarskim miasteczku Coburg, swojej rodowej siedzibie. Mieszkając tam, jako wielbiciel Wagnera, zwłaszcza Pierścienia Nibelungów, był stałym gościem festiwali w Bayreuth. W 1948 roku zmarł w Coburgu na atak serca.

## Odznaczenia
- Krzyż Wielki Orderu Ernesytyńskiego (1879)
- Krzyż Wielki Orderu św. Aleksandra z Diamentami (27 maja 1883)
- Krzyż Wielki Wstęgi Dwóch Orderów (17 czerwca 1886)
- Krzyż Wielki Orderu Wieży i Miecza (17 czerwca 1886)
- Wielki Mistrz Orderu Zasługi Cywilnej (19 sierpnia 1891)
- Wielki Krzyż Orderu św. Karola (11 maja 1892)
- Senator Krzyża Wielkiego Konstantyńskiego Orderu Wojskowego św. Jerzego (1893)
- Krzyż Wielki Orderu Ludwika (28 listopada 1893)
- Kawaler Orderu św. Huberta (1896)
- Order Imtiyaz z Diamentami (26 marca 1896)
- Krzyż Wielki Orderu Orła Czerwonego na Wstędze (2 maja 1896)
- Medal Diamentowego Jubileuszu Królowej Wiktorii (1897)
- Kawaler Orderu Annuncjaty (10 czerwca 1897)
- Krzyż Wielki Orderu św. Stefana na Wstędze (1899), z Diamentami (1917)
- Wielki Mistrz Orderu Zasługi Wojskowej (19 maja 1900)
- Kawaler Krzyża Wielkiego Królewskiego Orderu Wiktorii (6 września 1904)
- Wielki Oficer Legii Honorowej (1905)
- Kawaler Krzyża Wielkiego Orderu Łaźni (7 marca 1905)
- Łańcuch Orderu św. Andrzeja (1907)
- Wielki Mistrz Orderu śś. Cyryla i Metodego (18 maja 1909)
- Kawaler Orderu św. Aleksandra Newskiego (10 lutego 1910)
- Kawaler Orderu Słonia na Wstędze (20 maja 1910)
- Kawaler Orderu Złotego Runa na Wstędze (1911)
- Krzyż Żelazny, II kl., I kl. (1914)
- Krzyż Zasługi Wojskowej, III kl. z Mieczami (1915)
- Order Honoru (1915)
- Kawaler Orderu Pour le Mérite z Liśćmi Dębu (8 września 1916)
- Krzyż Wielki Orderu Marii Teresy na Wstędze (1917)
- Kawaler Orderu Królewskiego Serafinów na Wstędze (28 czerwca 1937)
- Kawaler Orderu Albanii na Wstędze
- Wielki Krzyż Orderu Wierności, specjalna klasa
- Krzyż Wielki Orderu Maksymiliana Józefa
- Wielki Kordon Orderu Leopolda
- Wielki Krzyż Orderu Róży na Wstędze
- Kawaler Orderu św. Michała
- Wielki Krzyż Orderu św. Łazarza
- Wielki Komandor Orderu Kalatrawy
- Baliw Wielkiego Krzyża Sprawiedliwości, I kl.
- Kawaler Orderu św. Januarego
- Kawaler Orderu Orła Czarnego na Wstędze
- Kawaler Orderu Orła Białego
- Kawaler Orderu św. Anny, I kl.
- Kawaler Orderu św. Włodzimierza, I kl.
- Łańcuch Orderu Karola I
- Wielki Krzyż Orderu śś. Maurycego i Łazarza
- Wielki Krzyż Orderu Korony Włoch
- Krzyż Wielki Orderu Zasługi Wojskowej

## Genealogia
| Prapradziadkowie                    | ks. Saksonii-Koburg-Saalfeld Ernest Fryderyk (1724–1800) ∞1749 Zofia z Brunszwiku-Wolfenbüttel (1724–1782) | hr. Reuss-Ebersdorf Henryk III (1724–1779) ∞1754 Karolina z Erbach-Schönberg (1727–1796)       | Ignác József Koháry (1726–1777) ∞ok. 1750–1760 Maria Gabriella Cavriani (1736–1803)   | Jiří Kristián Waldstein-Wartenberg (1743-1791) ∞1765 Elisabeth von Ulfeldt (1747–1791) | Ludwik Filip Orleański Gruby (1725–1785) ∞1743 Ludwika Henryka Burbon-Conti (1726–1759)   | Ludwik Jan Burbon (1725–1793) ∞1744 Maria Teresa d’Este (1726–1754)                       | kr. Hiszpanii, Neapolu i Sycylii Karol III (1716–1788) ∞1738 Maria Amelia Saska (1724–1760)     | ces. rzymsko-niemiecki Franciszek I (1708–1765) ∞1736 kr. Czech i Węgier, aks. Austrii Maria Teresa (1717-1780) |
| Pradziadkowie                       | ks. Saksonii-Koburga-Saalfeld Franciszek (1750–1806) ∞1777 Augusta Reuss-Ebersdorf (1757–1831)             | ks. Saksonii-Koburga-Saalfeld Franciszek (1750–1806) ∞1777 Augusta Reuss-Ebersdorf (1757–1831) | Ferenc József Koháry (1767–1826) ∞1792 Maria Antonia Waldstein-Wartenberg (1771–1854) | Ferenc József Koháry (1767–1826) ∞1792 Maria Antonia Waldstein-Wartenberg (1771–1854)  | Ludwik Filip Orleański Równy (1747-1743) ∞1769 Ludwika Maria Burbon (1753-1821)           | Ludwik Filip Orleański Równy (1747-1743) ∞1769 Ludwika Maria Burbon (1753-1821)           | kr. Obojga Sycylii Ferdynand I (1751-1825) ∞1768 Maria Karolina Habsburg-Lotaryńska (1752–1814) | kr. Obojga Sycylii Ferdynand I (1751-1825) ∞1768 Maria Karolina Habsburg-Lotaryńska (1752–1814)                 |
| Dziadkowie                          | Ferdynand Jerzy Koburg (1785–1851) ∞1815 Maria Antonina Koháry (1797–1862)                                 | Ferdynand Jerzy Koburg (1785–1851) ∞1815 Maria Antonina Koháry (1797–1862)                     | Ferdynand Jerzy Koburg (1785–1851) ∞1815 Maria Antonina Koháry (1797–1862)            | Ferdynand Jerzy Koburg (1785–1851) ∞1815 Maria Antonina Koháry (1797–1862)             | kr. Francuzów Ludwik Filip I (1773–1850) ∞1809 Maria Amelia Burbon-Sycylijska (1782–1866) | kr. Francuzów Ludwik Filip I (1773–1850) ∞1809 Maria Amelia Burbon-Sycylijska (1782–1866) | kr. Francuzów Ludwik Filip I (1773–1850) ∞1809 Maria Amelia Burbon-Sycylijska (1782–1866)       | kr. Francuzów Ludwik Filip I (1773–1850) ∞1809 Maria Amelia Burbon-Sycylijska (1782–1866)                       |
| Rodzice                             | August Wiktor Koburg-Koháry (1818–1881) ∞1843 Maria Klementyna Orleańska (1817–1907)                       | August Wiktor Koburg-Koháry (1818–1881) ∞1843 Maria Klementyna Orleańska (1817–1907)           | August Wiktor Koburg-Koháry (1818–1881) ∞1843 Maria Klementyna Orleańska (1817–1907)  | August Wiktor Koburg-Koháry (1818–1881) ∞1843 Maria Klementyna Orleańska (1817–1907)   | August Wiktor Koburg-Koháry (1818–1881) ∞1843 Maria Klementyna Orleańska (1817–1907)      | August Wiktor Koburg-Koháry (1818–1881) ∞1843 Maria Klementyna Orleańska (1817–1907)      | August Wiktor Koburg-Koháry (1818–1881) ∞1843 Maria Klementyna Orleańska (1817–1907)            | August Wiktor Koburg-Koháry (1818–1881) ∞1843 Maria Klementyna Orleańska (1817–1907)                            |
| Ferdynand (1861–1948), car Bułgarów | |                                                                                                |                                                                                       |                                                                                        |                                                                                           |                                                                                           |                                                                                                 | |